# Geórgios Galéos
Geórgios Galéos (grec moderne : Γεώργιος Γαλέος) est un homme politique grec.

## Biographie
Aux élections législatives grecques de janvier 2015, il est élu député au Parlement grec sur la liste d'Aube dorée dans la circonscription de l'Argolide.